# Liegen lernen (Film)
Der Film liegen lernen aus dem Jahr 2003 von Hendrik Handloegten beruht auf dem gleichnamigen Roman des Bochumer Schriftstellers Frank Goosen aus dem Jahr 2000, der die Jugend und das Erwachsenwerden im Westdeutschland der 1980er und 1990er Jahre beschreibt.

## Handlung
Helmut stürzt am 26. September 1998, einen Tag vor dem Ende der Ära Kohl, in eine Pfütze vor einer Kneipe. Von dort aus beginnt Helmut eine Rückschau auf sein Leben.

### Die 1980er Jahre
1982. Helmut beginnt sein politisches Engagement als Oberstufenschüler, nicht jedoch aus reiner Überzeugung, sondern um die Schülersprecherin Britta zu beeindrucken. Der zeithistorische Hintergrund (NATO-Doppelbeschluss, Nicaragua-Konflikt, Umweltbewegung) gibt den beiden viele Möglichkeiten der Zusammenarbeit. Helmut und Britta kommen sich bei der Studienfahrt nach West-Berlin näher; Helmut macht einige Monate später an Heiligabend schließlich mit Britta erste sexuelle Erfahrungen – die beiden sind ein Liebespaar. Auf Brittas Wunsch hin halten beide ihre Beziehung jedoch geheim.
Als Britta zu ihrem Vater nach San Francisco zieht, bleibt Helmut verstört zurück.
Der briefliche Kontakt wird von ihrer Seite rasch abgebrochen, weil sie einen neuen amerikanischen Freund hat.
Helmut macht das Abitur und beginnt mit dem Studium. Dort wird der stets elegant gekleidete Beck sein bester Freund. Er beginnt einige Beziehungen, einzige längerfristige Beziehung bleibt dabei diejenige mit seiner ehemaligen Mitschülerin Gisela, die an der gleichen Universität Medizin studiert. Diese Beziehung setzt er nach einiger Zeit jedoch aufs Spiel, da sie einen sehr konventionellen Lebensentwurf hat, der Helmut nicht entspricht, so dass er parallel ein Verhältnis mit der stets negativ gestimmten Barbara, einer ihrer Mitbewohnerinnen, beginnt. Britta hat er nie vergessen. Helmut beginnt eine Beziehung mit der 41-jährigen Sportjournalistin Gloria, die aber nicht von Dauer ist. Derweil sucht er immer nach Spuren seiner ersten Liebe. Den Mauerfall erlebt er im Bett bei Gloria.

### Die 1990er Jahre
Während des Mauerfalls ruft ihn sein Schulfreund Mücke an – er hat Britta in Berlin gesehen. Nach einiger Suche findet Helmut seine Jugendliebe tatsächlich wieder. Sie hat sich jedoch stark verändert. Mücke eröffnet ihm zudem, dass Britta mehrere Beziehungen hatte, u. a. mit ihm, und er in der Schule keineswegs der Einzige war, der etwas mit Britta hatte.
Die Figur der Britta erscheint im Roman noch ambivalent; der Film hingegen scheint in Britta eindeutig eine Frau zu sehen, die Helmut von Anfang an benutzt. An den teuren Ring, den ihr Helmut vor einigen Jahren geschenkt hat, erinnert sie sich nicht mehr („Echt?“); sie ist sehr abweisend.
Der verstörte Helmut irrt in den 1990er Jahren weiter herum; seine Eltern lassen sich derweil scheiden.
Schließlich findet er 1998, im Alter von 34 Jahren, mit Tina eine Frau, mit der er zusammenbleiben will. Diese möchte jedoch ein Kind von ihm. Zuvor möchte er noch einmal Britta sehen und reist nach Berlin.

## Hintergrund
Im Gegensatz zum Roman, der in Bochum spielt, wurde der Film vor allem in Berlin und Düsseldorf gedreht; die Anfangsszene in der Aula der Heinrich-Heine-Gesamtschule Düsseldorf. Die Universität ist die Heinrich-Heine-Universität Düsseldorf. Schauplatz ist neben Berlin jedoch eine nicht näher beschriebene Stadt in Westdeutschland.
Als Song zum Ende des Films wird Denkmal von Wir sind Helden eingespielt, ansonsten wird der Film im Hintergrund häufig musikalisch untermalt, im Wesentlichen durch jeweils zeittypische Musik im Handlungskontext.
Der Film ist seit 2004 auf DVD erhältlich. Als Bonusmaterial enthält die DVD neben dem Making-of u. a. noch eine Rückschau Goosens auf seine Bochumer Kindheit und einen Audiokommentar von Regisseur und Buchautor.

## Kritiken
„Der in einer ausschweifenden Rückblende erzählte Film unterlegt den gleichnamigen Erinnerungsroman lediglich mit affirmativen Bildern. Statt dem Protagonisten eine Identitätsbildung zuzugestehen, sucht er mit seinem wehleidigen Rückblick auf eine apolitische Zeit den kleinsten gemeinsamen (Unterhaltungs-)Nenner für möglichst viele Nostalgiker.“

„Kongeniale Adaption des Romans von Frank Goosen um einen beziehungsunfähigen jungen Mann und die bleierne Zeit der achtziger (…) Jahre. Nach Good Bye, Lenin! und Lichter ein weiterer Höhepunkt des deutschen Films in diesem Jahr.“